# Spänning (dramaturgi)
Spänning är en känsla av lustfylld fascination och förväntan blandad med oro, spänning och ångest som förvandlas till en oförutsägbar och medryckande källa till underhållning. Termen syftar oftast på en publiks uppfattningar om en skönlitterär eller dramatisk text. Spänning finns inte enbart inom fiktion. Det kan fungera när det finns ett upplevt tillfälligt drama eller en händelsekedja där slutet är osäkert.
I den typ av spänning som beskrivs av regissören Alfred Hitchcock, upplever en publik spänning när de förväntar sig att något dåligt ska hända och vet (eller tror att de vet) mer än dramats rollfigurer, men är oförmögna att ingripa för att förhindra att det händer. Filmer som bygger på spänning hör oftast hemma i thriller-genren.
I en vidare definition av spänning, uppstår denna känsla när någon är medveten om sin brist på kunskap om hur en händelse ska utvecklas, och därför är spänning en kombination av förväntan och osäkerhet inför en dunkel framtid. Inom studiet av berättelser, kan spänning jämföras med mystik eller nyfikenhet och förvåning.

## Historia
Den grekiske filosofen Aristoteles beskriver i sin bok Om diktkonsten att spänning är en viktig byggsten i litteratur.[källa behövs] I mycket allmänna termer består spänning av att någon verklig fara hotar samtidigt som det finns en strimma av hopp. Om det inte finns något hopp kommer publiken att känna förtvivlan. De två vanligaste utfallen:
- faran inträffar, varpå publiken kommer att känna sig sorgsen
- förhoppningar förverkligas, varpå publiken kommer först att känna glädje och sedan tillfredsställelse.

## Den paradoxala spänningen
Vissa författare har försökt att förklara den paradox som gäller spänning, nämligen hur publik som återser ett verk fortfarande kan ha en känsla av spänning även när osäkerheten är borttagen, eftersom publiken då vet exakt hur historien löser (se Gerrig 1989, Walton 1990, Yanal 1996, Brewer 1996, Baroni 2007). Vissa teorier menar att publik som återser verket är extremt sällsynt eftersom man vid en andra titt oftast glömmer många detaljer i berättelsen och intresset uppstår på nytt på grund av dessa hål i minnet (se Brewer); andra hävdar att det kvarstår osäkerhet även när man hör historier flera gånger eftersom man, när man befinner sig inuti den fiktiva världen, på sätt och vis glömmer vad man vet om de faktiska förhållandena (Walton) eller på grund av att man förväntar sig att fiktiva världar ska se ut som den riktiga världen, där exakt upprepning av en händelse är omöjlig (Gerrig).
Yanals tolkning är mer radikal och menar att den spänning som kvarstår vid upprepad läsning bör tydligt skiljas från äkta spänning, eftersom osäkerhet är en del av definitionen av spänning. Baroni (2007: 279-295) föreslår namnet rappel för denna typ av spänning vars spänning bygger på möjligheten för publiken att förutse helt vad som skall komma, en förutsägelse som är särskilt roligt för barn att göra med välkända sagor. Baroni lägger till att en ytterligare typ av spänning utan osäkerhet kan uppstå då det finns en tillfällig motsättning mellan vad läsaren vet om framtiden (kognition) och vad han eller hon önskar (vilja), särskilt inom tragedi, då huvudpersonen så småningom dör eller misslyckas (spänning genom motsägelse).